# Kőrösi Mária
Krasznai Mihályné Kőrösi Mária [Mimi] Judit (Torna, 1825. december 10. – Kolozsvár, 1895. március 11.) színésznő, Krasznay Mihály neje.

## Pályafutása
Tízhónapos korában került először színpadra a Mária Terézia a pozsonyi országgyűlésen című némaképletben. Komolyabb színpadi működése 1843-ban kezdődött Eperjesen a Falusi egyszerűségben Sárika szerepében. Két ízben a budapesti Nemzeti Színháznál is vendégszerepelt, ahova szerződtetni akarták, de ő e hellyel nem cserélte fel atyja, Kőrösy Ferenc társulatát. 1850. november 2-án Aradon egybekelt Philippovits István színésszel, akivel együtt Kolozsvárra szerződtek. 1852-ben férje társigazgató lett, de társulata megbukott. Miután 1860-ban Budán a Molnár-féle társulatnál játszott, 1871-ben visszament Kolozsvárra, ahol állandóan a Nemzeti Színház tagja volt. Itt ment másodszor férjhez 1877. október 10-én Krasznay Mihályhoz. 1894. április 19-én ülte meg színésznői pályájának 50 éves jubileumát.
Cikkei az Erdélyi irók Almanachjában (1892. Dióhéjban foglalt élettörténet.)

## Fontosabb szerepei
- Margit (Shakespeare: III. Richárd);
- Fantine (Némethy Gy.: A gályarab);
- Camilla (Sardou: Csapodár);
- Karvasiné (Szigligeti E.: Csikós);
- Gertrud (Katona József: Bánk bán);
- Aglaé (Augier: Giboyer és fia);
- Du Hamelné (Bellot: A 47-ik cikk).

## Működési adatai
- 1843–47: Eperjes, Kassa, Miskolc, Nagyvárad, Kecskemét;
- 1850–64: Szabó József;
- 1865: Latabár Endre;
- 1866: Miskolc, Ungvár;
- 1867: Budai Népszínház;
- 1868: Miskolc;
- 1869: Szombathely;
- 1870: Szatmár.